# Paraleptomys
Paraleptomys is een geslacht van knaagdieren uit de muizen en ratten van de Oude Wereld dat voorkomt op Nieuw-Guinea. Ze zijn bekend van het middelste deel van de Centrale Cordillera en de voorgebergtes aan de noordkust, de North Coast Ranges. Dit geslacht werd bij de eerste beschrijving beschouwd als een nauwe verwant van Leptomys, die daar alleen van verschilde door het bezit van normale achtervoeten (die van Leptomys zijn verlengd) en het verlies van de derde kies. De schedel lijkt sterk op die van Leptomys. Volgens recent onderzoek door de Amerikaanse mammalogen Musser en Carleton is Paraleptomys echter waarschijnlijk nauwer verwant aan de zogenaamde Hydromys-divisie, die ook Baiyankamys, Parahydromys, Microhydromys, Hydromys en de Moncktonbeverrat omvat, dan aan Leptomys, dat bij de Xeromys-divisie hoort. Paraleptomys is namelijk in één kenmerk primitiever dan Leptomys (een primitief hoofdslagaderpatroon, terwijl Leptomys een ander, "moderner" patroon heeft), maar in enkele andere kenmerken juist minder primitief (het verlies van de derde kies en het bezit van kiezen met "bassins", terwijl die van Leptomys veel ingewikkelder zijn).
Er zijn twee soorten (naast een onbeschreven soort uit de lagere delen van de Snow Mountains):
- Paraleptomys rufilatus (North Coast Ranges)
- Paraleptomys wilhelmina (Snow Mountains en Tifalminvallei in de Centrale Cordillera)